# Wael Gomaa

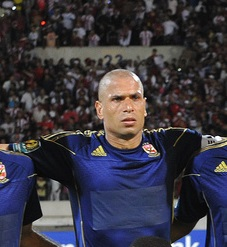
Wael Gomaa in 2011

Wael Gomaa Kamel El Hooty (Arabisch: وائل جمعة, El-Mahalla El-Kubra, 3 augustus 1975) is een Egyptische voetballer. Hij speelt als verdediger voor Afrikaans kampioen Al-Ahly en ook als speler voor het nationale elftal van Egypte.
Gomaa had een belangrijk aandeel in de beide gewonnen toernooien van Egypte in de Afrika Cup van 2006 en die van 2008. Hij speelde alle wedstrijden in beide toernooien. Goomaa moest verdedigen tegen grote spelers zoals Drogba, Eto'o, Manucho en LuaLua. Hij scoorde een kopbal in de finale van de Afrikaanse Champions League 2008 tegen Cotonsport Garoua uit Kameroen. Gomaa is 2x geselecteerd door de CAF in het Afrikaanse team van het jaar, in 2006 en 2008. In 2006-2007 had hij in het voorseizoen een proefperiode bij Blackburn Rovers.

## Erelijst

### Individueel
- Geselecteerd in de CAF Starting XI in de ACN Ghana 2008.
- Geselecteerd in de CAF Starting XI in the ACN Ghana 2006.
- 2006 CAF Beste Afrikaanse verdediger.
- 2008 CAF Beste Afrikaanse verdediger.

### Nationaal
- African Cup of Nations 2006
- African Cup of Nations 2008
- African Cup of Nations 2010
- Jeugd WK 2001

### Club
| Prijzen                 |       |
| ----------------------- | ----- |
| Premier League (Egypte) | 5     |
| CAF Champions League    | 4     |
| CAF Supercup            | 4     |
| Egyptische Supercup     | 4     |
| Beker van Egypte        | 3     |
| FIFA Club World Cup     | Brons |